# Nokia 6170
Il Nokia 6170 è un telefono mobile prodotto dall'azienda finlandese Nokia ed entrato in commercio nel 2004.

## Caratteristiche
- Massa: 121 g
- Dimensioni: 88  x 46 x 22 mm
- RIsoluzione display interno: 128 x 160 a 65 536 colori
- Risoluzione display esterno: 96 x 65 a 4 096 colori
- Dimensioni display interno: 31.7 x 38.9 mm
- Dimensioni display esterno: 25.6 x 19 mm
- Autonomia in chiamata: 4 ore
- Autonomia in standby: 270 ore (11 giorni)